# Csincsillapatkány-félék
A csincsillapatkány-félék (Abrocomidae) az emlősök (Mammalia) osztályába és a rágcsálók (Rodentia) rendjébe tartozó család.

## Tudnivalók
A csincsillapatkány-félék családjába csak 9 élő faj tartozik. Megjelenésük hasonlít a csincsillafélékhez (Chinchillidae) mivel puha, ezüstös szürke a bundájuk, de testalkatuk, inkább a patkányokéra (Rattus) hasonló. Üreglakó, társas állatok, amelyek a dél-amerikai Andokban élnek. Valószínűleg növényevő állatok, de ebben még nem biztosak a tudósok.
Középméretű rágcsálók, testükhöz képest masszív fejjel; a fej a pofa felé összeszűkül. A legújabb molekuláris genetikai vizsgálatok, azt mutatják, hogy a csincsillapatkány-félék inkább közelebb állnak a csalitpatkányfélékkel, a nutriával és a tukókkal, és nem a csincsillafélékkel, mint ahogy ezt korábban gondolták.

## Rendszerezés
A családba 2 nem és 10 faj tartozik; az élő nemeken és fajokon kívül még van 1 fosszilis nem is, amely egy fajt tartalmaz:
- Abrocoma Waterhouse, 1837 - 8 faj
- Cuscomys Emmons, 1999 - 2 faj
- †Protabrocoma
  - †Protabrocoma antigua

### Fordítás
Ez a szócikk részben vagy egészben  a   Chinchilla rat című angol Wikipédia-szócikk fordításán alapul.  Az eredeti cikk szerkesztőit annak laptörténete sorolja fel. Ez a jelzés csupán a megfogalmazás eredetét és a szerzői jogokat jelzi, nem szolgál a cikkben szereplő információk forrásmegjelöléseként.